# Casa de Sant Josep (Roquetes)
La casa de Sant Josep és un conjunt arquitectònic de Roquetes (Baix Ebre) inclòs a l'Inventari del Patrimoni Arquitectònic de Catalunya.

## Descripció
És un conjunt d'edificis religiosos destinats a residència jesuïta. La planta és en forma de u per a l'edifici principal (cos central rectangular i un cos a cada extrem), i l'edifici anomenat "Ibèrica", també de planta rectangular i amb un cos afegit al mig del mateix i un altre al seu extrem.
Els edificis són voltats per boscos de pins i camps amb arbres fruiters i d'altres tipus. Tenen tres pisos d'alçada, la major part d'ells amb coberta a dues aigües o plana.
El primer pis combina, com a materials, la pedra i el maó, mentre que el segon i tercer pis utilitza fonamentalment el maó (això per a l'edifici en forma de u). S'utilitza maçoneria per a tots els pisos de l'edifici "Ibèrica", emprant maó únicament per a la demarcació dels registres dels diferents pisos, i per als emmarcaments de portes i finestres.
De l'interior cal destacar les més de vuitanta estances per als estudiants, abandonades.

## Història
Construït primerament com a casa d'exercicis espirituals i per a descans dels alumnes del Col·legi Màxim Jesuïta del Raval de Jesús, funcionà així fins al 1914.
L'edifici "Ibèrica" agafa aquest nom per ser el nucli de creació tant de la revista "Ibérica" (publicada a Barcelona), com de l'Observatori de l'Ebre i de l'Institut Químic (després Institut Químic de Sarrià).
El 1915 es traslladaren a Roquetes els estudiants de filosofia del Col·legi de Jesús, fins a 1917.
Des del 1917 fins al 1932 funcionà com a escola prenovicial. Vers el 1940-1940, i després de la restauració d'algunes parts, torna a funcionar coma escola de prenovicis i també com escola per a seglars.
En la dècada dels 50 és noviciat per uns anys fins a deixar-ho definitivament dins la mateixa dècada, mantenint-se desocupat fins als anys vuitanta.
Cal recordar que durant la Guerra Civil fou ocupat per tropes de les Brigades Internacionals.